# Iouri Koutsenko (acteur)
Pour les articles homonymes, voir Iouri Koutsenko et Koutsenko.
Iouri Guéorguiévitch Koutsenko (en russe Ю́рий Гео́ргиевич Куце́нко), plus familièrement appelé Gocha Koutsenko (Го́ша Куце́нко), né le 20 mai 1967 à Zaporojié, en RSS d'Ukraine, est un acteur, chanteur, réalisateur, scénariste et producteur russe.

## Biographie
Gocha Koutsenko naît le 20 mai 1967, à Zaporojié, fils de Guéorgui Pavlovitch Koutsenko et de Svetlana Vassilievna Koutsenko. Son père travaille au ministère de l'industrie des télécommunications, sa mère est médecin radiologue des hôpitaux. Sa grand-mère, du côté paternel, est chanteuse d'opéra.
La famille déménage ensuite à Lvov. Il est diplômé de l'école no 56 (maintenant Gymnase d'humanités de la ville de Lvov). Il intègre ensuite l'Université nationale polytechnique, mais la conscription l'empêche malheureusement de terminer ses études.
Gocha Koutsenko s'installe en 1988 à Moscou. Il s'inscrit alors au MIREA, Institut moscovite d'ingénierie radio, électronique et automatique.
Deux ans plus tard, il entre à l'École-studio du Théâtre d'Art Académique de Moscou, dont il sort diplômé en 1992. Il joue alors au Mossovet (Soviet de la ville de Moscou, soit l'ancienne Mairie de Moscou). Il est ensuite membre du jury de ligue supérieure de l'émission humoristique KVN (Club des Humoristes Spirituels) (russe : КВН - Клуб Весёлых и Находчивых), qui voit s'affronter de jeunes talents issus de la Russie et de toutes les anciennes républiques soviétiques.
Pour la compagnie du « Projet Théâtral Indépendant » il participe à la pièce Ladies Night. Seulement pour les femmes, où il apparaît quasiment nu dans une des mises en scènes.
En 2012, il est à l'affiche du spectacle Le jeu de la vérité, du metteur en scène Victor Chamirov, avec pour partenaires Irina Aleksimova, Dmitri Marianov et Konstantin Iouchkevitch.
Depuis 2001, il a pour épouse le mannequin Irina Mikhaïlovna Skrinitchenko (agence Fashion Group). Elle joue en 2012 dans la pièce qu'il met en scène : Le Fils.
Gocha Koutsenko a deux filles : Polina, née en 1996, de sa première union avec l'actrice Maria Mikhaïlovna Porochina, et Evguenia, née le 23 juin 2014, avec sa compagne actuelle.

## Anecdotes
- Iouri Koutsenko a obtenu son surnom de « Gocha » à l'entrée à l'École-studio du Théâtre d'Art Académique de Moscou car, souffrant d'un fort zézaiement, il lui était impossible de prononcer correctement son nom. Il a corrigé ce défaut de diction, mais a conservé son surnom.
- Du fait de leur incroyable ressemblance physique, Gocha Koutsenko et l'acteur Mikhaïl Kozakov ont une fois joué ensemble, un fils et son père.
- Comme il est également chanteur, le groupe préféré de Gocha est « Muse ». Son titre favori est Space Dementia, du 2e album, Origin of Symmetry, sorti en 2001.

## Carrière musicale
Gocha Koutsenko commence sa carrière musicale comme chanteur du groupe rock « Mouton-97 ».
En 2004, le tandem « Gocha Koutsenko & Anatomy of Soul » marque les débuts officiels de la double activité d'acteur et de chanteur de Iouri Koutsenko. Cette collaboration va durer 4 ans. Pendant toute cette période, le groupe va donner des dizaines de concerts dans différentes villes russes et participer à de grands festivals tels Invasion, Emmaüs, Le Vieux Nouveau Rock et d'autres. Certaines chansons de cette époque seront reprises pour la bande originale des films Mars, Le quatrième vœu, Les rois peuvent tout ou encore Les sauvages. Un clip sera réalisé pour le morceau Drop.
En 2008, Gocha réunit une nouvelle équipe de musiciens talentueux avec lesquels il répète et enregistre. Il en résulte l'album My World, produit par Masaï Communications en 2010, présenté la veille de l'anniversaire de l'acteur, le 19 mai, au restaurant Goussiatnikoff.
L'acteur joue en 2010 dans le clip Focusnik du groupe punk-rock de Saint-Pétersbourg Le Roi et le Clown.

## Discographie
- 2010 — My World

## Filmographie

### Acteur
- 1998 : Maman, ne pleure pas
- 1999 : Huit Dollars et demi (Восемь с половиной долларов) de Grigori Konstantinopolski
- 2002 : Antikiller
- 2003 : Antikiller 2 : Antiterreur
- 2003 : Le quatrième vœux
- 2004 : Night Watch
- 2004 : Mars
- 2005 : Maman, ne pleure pas 2
- 2005 : 180 et plus (От 180 и выше) d'Alexandre Strijenov : Alik
- 2006 : Day Watch
- 2006 : Les sauvages
- 2007 : L'Amour-carotte
- 2007 : Contagion (film, 2007) / Paragraphe 78
- 2007 : Paragraphe 78. Film deux
- 2007 : Glamour
- 2008 : Les rois peuvent tout
- 2008 : Indigo
- 2008 : L'Amour-carotte 2
- 2008 : L'Île habitée, adaptation du roman éponyme des frères Arcadi et Boris Strougatski
- 2009 : Antikiller D.K.: Amour sans mémoire
- 2009 : L'Île habitée 2
- 2010 : La compensation
- 2011 : L'Amour-carotte 3
- 2011 : The Darkest Hour
- 2011 : Nouvel an 2
- 2012 : Les Mamans (Мамы) de huit réalisateurs : Le père de Sacha
- 2012 : War Zone
- 2017 : De l'amour 2 : Seulement pour adultes (Про любовь 2. Только для врозлых)
- 2018 : Frontière balkanique (Балканский рубеж), producteur et acteur

### Réalisateur
- 2016 : Docteur (Врач)